# 스코다 기관총
스코다 기관총은 1889년에 개발되어 오스트리아-헝가리가 비교적 이른 시기인 1893년에 채용한 중기관총이다. 대형 삼각대에 사수 보호용 방탄판을 설치했으며, 초기에는 탄띠 급탄식이 아니라 총 몸체에 깔대기 모양의 급탄 기구를 설치하고 이곳에 총알을 붓는 방식으로 고장이 잦았다. 이 방식은 나중에 이탈리아나 일본에서 비슷하게 구현되기도 했으나, 제대로 성능을 발휘하는 사례는 없었고, 오스트리아-헝가리도 1909년, 당시 기준으로 보편화되기 시작한 탄띠 급탄식으로 개량했다.
제1차 세계 대전 중에 보다 경량화된 슈발츠로제 기관총으로 대체되었다.